# Kamikaze Riders
Les Kamikaze Riders représentent un groupe motocycliste notoire, souvent qualifié comme un club 1 %. Fondé en 2004 à Anderlecht, en Belgique, par ses membres fondateurs Saïd Saouti et Fawzi, il se distingue par son caractère cosmopolite, accueillant principalement des jeunes issus des divers quartiers bruxellois, particulièrement d'Anderlecht. Leur identité est marquée par l'emblème du samouraï KR, arboré fièrement sur leurs motos et quads. Le club s'est fait connaître pour ses acrobaties audacieuses et sa tendance à défier les normes routières établies, se distinguant ainsi comme des "mauvais garçons" le long des périphéries de la capitale belge. Leur progression rapide vers une structure de club ouvert reflète leur dynamisme et leur influence grandissante dans le milieu motard. 
Les Kamikaze Riders sont désignés par les autorités belges comme une faction de brigands hors-la-loi. Ils sont réputés pour leurs liens avec le grand banditisme ainsi que pour leur affiliation à l'organisation État islamique et leurs connexions avec le gang de Roubaix en France. À la suite des attentats du 13 novembre 2015 à Paris et du 22 mars 2016 à Bruxelles, une proportion significative de leurs membres a été inculpée pour des crimes de grande envergure et des actes terroristes. Ce groupe de motards est souvent caractérisé, notamment par les médias, comme une bande de motocyclistes associée à l'État islamique.

## Historique
Saïd Saouti défraye la chronique en étant membre d'une bande de braqueurs, tous originaires d'Anderlecht. Âgé de 22 ans, il s'oriente dans les vols ultra violents dans des hôtels et restaurants de Bruxelles. Étant seulement membre de ce groupe de braqueurs, il est condamné à six ans de prison pour toute une série de faits.
Lorsqu'il est relâché, il s'oriente vers la moto. Il rejoint les Kamikaze Riders, un groupe de motards composé de Belgo-Marocains originaires des quartiers bruxellois. C’est probablement là qu’il verse dans le fondamentalisme. Il crée son propre logo Kamikaze Riders et intègre plusieurs hommes (âgés entre 20 et 45 ans) dans son groupe avant que celui-ci rassemble de nombreux motards issus à majorité des quartiers de Molenbeek-Saint-Jean, Schaerbeek, Saint-Josse-ten-Noode et Anderlecht. Les Kamikaze Riders filment sur autoroutes à des vitesses élevées mais aussi dans le centre-ville, avant que ceux-ci soient postés sur les réseaux YouTube, Skyrock.com et Facebook. Les motards sont spécialisés dans les acrobaties à moto. Le point de rencontre est régulièrement fixé sur Vilvorde dans  un parcours allant jusqu'à Anderlecht au milieu des différents quartiers bruxellois. Partageant des clips vidéos en réalisant des cascades et des stunts, les membres font également des bonnes actions en finançant les écoles défavorisées et les mosquées de Bruxelles. Les Kamikazes Riders arborent fièrement leur logo en forme d'épée de samouraïs rouges et noirs sur fond noir.
Le 30 juillet 2011, les Kamikaze Riders réalisent un aller-retour Bruxelles-Paris avec un nombre d'au moins 70 membres.
En 2012, Saïd Saouti et plusieurs autres membres haut placés des Kamikaze Riders s'entourent de membres de l'organisation Sharia4Belgium. Dans la même année, la mosquée Ettaouba d’Evere accueille un grand nombre de Kamikaze Riders lors d'une conférence, à l’invitation du célèbre prédicateur de rue Jean-Louis Denis. Parmi les invités se trouve également Najim Laachraoui, l'auteur des attentats du 22 mars 2016 à Bruxelles, ce qui explique une bonne alliance entre membres du groupe de motards et l'organisation djihadiste belge. Les autorités belges décident en 2017 de mener une énorme perquisition anti-terroriste au sein des membres du groupe Kamikaze Riders, menant l'opération à plusieurs arrestations. À la suite des arrestations, une journaliste de la radio VRT déclare à la presse belge : « Ceux qui ont été arrêtés sont des hommes importants de la bande. Il y a d'énormes risques que plusieurs jeunes aient été endoctriné ».
En septembre 2019, la ville de Dinant accueille l'un des plus grands rassemblements d'Harley-Davidson. L'administration a pris une ordonnance de la police pour empêcher les Kamikaze Riders, les Hells Angels et les Outlaws de participer à la concentration pour éviter tout affrontements.

### Membres
Une grande majorité des membres des Kamikaze Riders sont des jeunes Belges issus de l'immigration marocaine.
Récemment, le nombre de membres du club ont commencé à décliner à la suite des nombreuses condamnations des hauts gradés du club.
- En mai 2013, un membre du groupe Abdelouafi Elouassaki décède après un accident en moto à Laeken[12]. Ce membre était poursuivi par les enquêtes belges à la suite de son appartenance au groupe Sharia4Belgium et l'envoi de jeunes islamistes en Syrie[13] ;
- En octobre 2016, le fondateur Saïd Saouti est condamné à six ans de prison[14] ;
- En octobre 2016, le bras droit Mohamed Karay est condamné à trois ans de prison[15] ;
- Le 5 juillet 2017, un homme de 42 ans est arrêté par la police française en collaboration avec la police fédérale belge à Faches-Thumesnil, soupçonnant de faire partie du groupe Kamikaze Riders[16] ;
- En juillet 2017, de nombreuses perquisitions ont lieu dans les domiciles des membres des Kamikaze Riders à l'occasion d'une opération policière franco-belge anti-terroriste[17].

### Critères d'entrées
Les membres doivent avoir 21 ans et avoir une moto ou un quad. Les membres rejoignent le club pour différents raisons, souvent pour avoir une protection, ou alors par rejet de la société. Faire partie d'un club de motards permet aussi au biker d'atteindre des postes ou un travail qu'il n'aurait jamais pu atteindre tout seul.

## Activités criminelles

### Terrorisme
En 2013, les enquêteurs belges s'intéressent pour la première fois au groupe de motards après qu'Adelouafi Elouassaki, dont les frères Hakim et Houssein étaient partis se battre en Syrie, avait été interpellé puis relâché au printemps 2013.
En fin 2015, les enquêteurs belges s'intéressent au groupe de motards dans un dossier de menaces "sérieuses" d'attentats en Belgique ou en France aux côtés de l'organisation Daech. Le fondateur des Kamikaze Riders Saïd Saouti et Mohamed Karay sont arrêtés et poursuivis en décembre 2015. L'arrestation a valu en Belgique l'annulation totale des événements feux d'artifice du Nouvel An. Les deux hommes sont soupçonnés d'avoir entièrement préparé des attentats à Bruxelles, visant les lieux emblématiques de la ville pendant les fêtes de fin d'année (31 décembre 2015 - 1 janvier 2016). En 2016, Saïd Saouti est déclaré coupable d'avoir recruté des personnes en vue de commettre des «infractions terroristes». Le tribunal de Bruxelles s'est fondé sur les nombreuses vidéos faisant l'apologie du djihadisme qu'il avait postées sur internet. Les deux membres sont condamnés en octobre 2016 à six ans de prison pour appartenance à un groupe terroriste,.

« Je ne veux pas être catégorique et affirmer +on a échappé+ ou +on n'a pas échappé+ (à un attentat). C'est dans les semaines qui viennent, lorsque les enquêtes auront pu progresser davantage, qu'on pourra avec plus de certitude exprimer ce type d'appréciation. On sait qu'il y a d'autres groupes fanatiques, d'autres groupes radicalisés, pas nécessairement liés à ce qui s'est passé à Paris. Le but des enquêteurs est évidemment de démanteler le plus possible des cellules ou des groupuscules qui ont de mauvaises intention. »

— Déclaration du premier ministre belge Charles Michel à la télévision du plateau La Une.
À la suite des attentats de Paris et Bruxelles, en 2017, cinq arrestations ont lieu à Bruxelles et une à Faches-Thumesnil (France) pour préparation d'attentat terroriste. Les autorités françaises, inquiètes de la possibilité d’un nouvel attentat le 14 juillet 2017, demande à la Belgique une intensivité des enquêtes sur le club de motards Kamikaze Riders. À la suite de cela, les deux grands frères du fondateur Saïd Saouti, Hakim et Khalid Saouti, sont arrêtés inculpés à Bruxelles pour « participation à un groupe terroriste » et placés en détention. Ils sont soupçonnés d’avoir tenté de commettre un attentat à l’aide d’un important arsenal, dont des kalachnikovs, des gilets pare-balles, des uniformes de la police et de la protection civile et des détonateurs.

## Apparitions
- Lors d'un tournage de clip du rappeur Booba en 2012, les Kamikaze Riders sont mis en lumière par le rappeur en les intégrant dans son clip vidéo[30] ;
- Le footballeur Djibril Cissé publie en 2013 une vidéo soutenant les Kamikaze Riders[31].

### Clips vidéos
- 2006 : Les kentos à la mâchoire d Ekolu.
- 2006 : Représente BXL de Saad
- 2008 : Freestyle de Azero
- 2008 : Le son des Scarla de Saad et Imana
- 2009 : Esprit Ghetto #2 de Azero
- 2009 : Trilogie de Azero
- 2011 : Incontrôlable de Azero
- 2011 : Connexion de Benlabel et Mourad Kill
- 2012 : Belshit de Teuchiland et Benlabel
- 2012 : Esprit Ghetto #3 de Azero
- 2016 : On m'appelle de La Deglingue

### Reportages
- [vidéo] L'étau se resserre autour des Kamikazes Riders, TV5 Monde, 2017

### Sources
- « Menace terroriste à Bruxelles: les "Kamikaze Riders" dans le viseur du juge », La Dernière Heure,‎ 30 décembre 2015 (lire en ligne)
- J. La., « Qui sont les Kamikaze Riders ? », Lalibre.be,‎ 5 juillet 2017 (lire en ligne)
- Christophe Cornevin, « Belgique : les «Kamikaze riders», passionnés de mécanique et parfois de djihad », Le Figaro,‎ 5 juillet 2017 (lire en ligne)